# 추드인

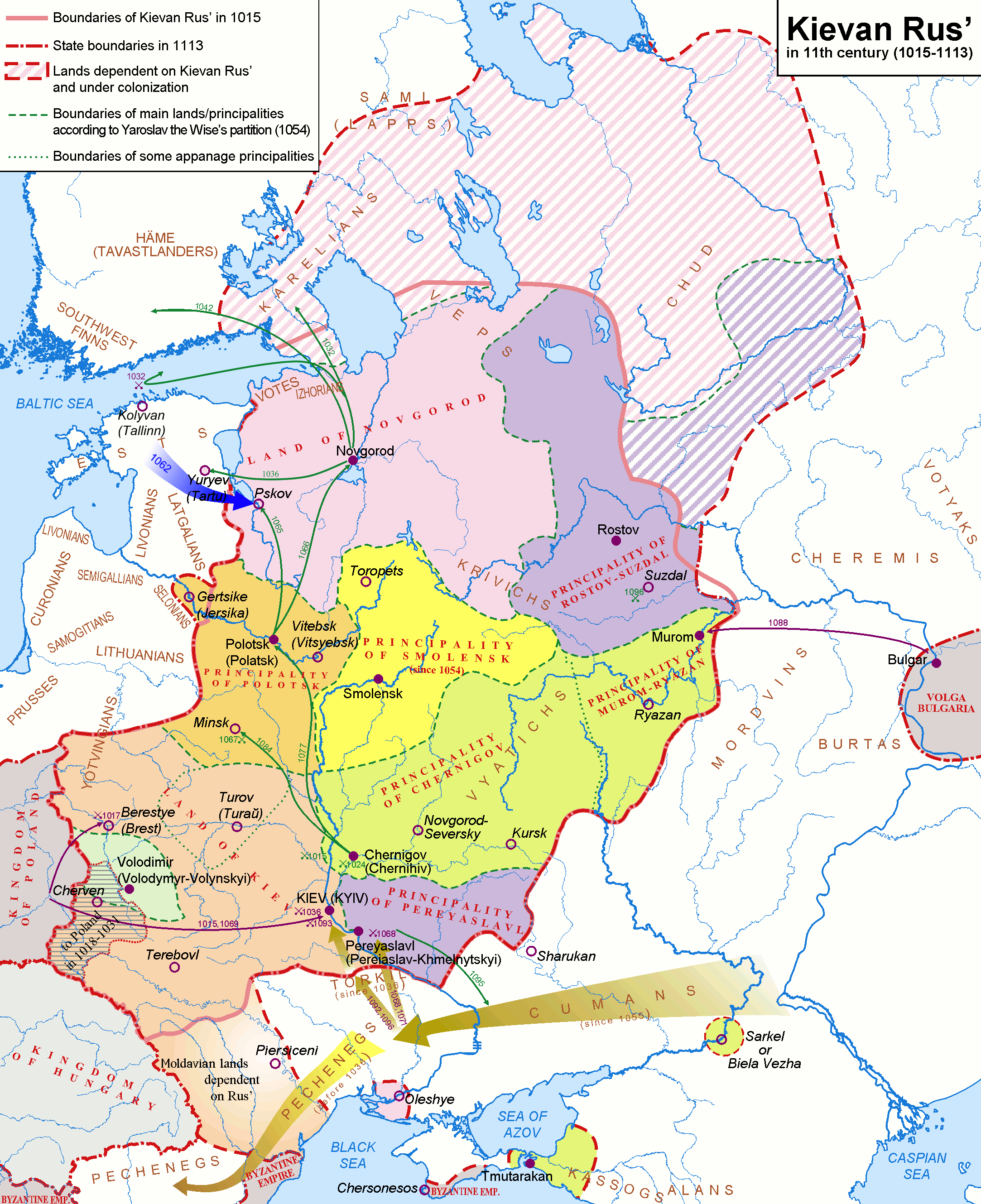
11세기의 키예프 루스. 북쪽에 추드인의 영토가 표시되어 있다.

추드인(고대 동슬라브어: чудь čudǐ) 또는 추디인(핀란드어: tšuudi, 북사미어: čuhti)은 고대 루스인들의 기록에서 오늘날의 에스토니아, 카렐리아, 북서러시아 지역에 살던 발트핀족 계통의 민족들을 일컫던 명칭이다. 이 용어는 다른 핀-우고르계 민족들을 가리키는 데 쓰이기도 했다.
가장 이른 사용은 서기 1100년 경의 초기 동슬라브인의 기록에서 발트핀계 민족(추정상 초기 에스토니아인)을 가리키는 데 쓰인 사례이다. 원초 연대기에서는 야로슬라프 1세 무드리의 침공군이 1030년 한 전투에서 "추드인"을 격파하고 "유리예프"(오늘날 에스토니아 타르투)라는 성채를 세웠다고 쓰고 있다. 고대 동슬라브어 연대기에 따르면 루스국을 세운 집단 중 하나가 추드인이었다고 한다.